# Boris Tenin
Boris Tenin (Kuzneck, 23 marzo 1905 – Mosca, 8 settembre 1990) è stato un attore sovietico.

## Filmografia parziale

### Attore
- Novye pochoždenija Švejka (1943)
- La questione russa (1947)
- Alitet uchodit v gory (1949)

## Premi
- Artista onorato della RSFSR
- Artista popolare della RSFSR
- Artista del popolo dell'Unione Sovietica
- Premio Stalin
- Ordine della Bandiera rossa del lavoro